# Præsidentvalget i USA 1872

Præsidentvalget i USA 1872 var det 22. præsidentvalget, der blev afholdt tirsdag d. 5. november 1872. Den siddende republikanske præsident Ulysses S. Grant besejrede den liberal-republikanske modkandidat Horace Greeley, hvis kandidatur var støttet af Det Demokratiske Parti.
Grant blev enstemmigt gennomineret ved det republikanske konvent i 1872, men hans modstandere i partiet organiserede det Liberal-republikanske Parti, hvorefter de afholdte deres eget konvent. Det liberal-republikanske konvent i 1872 nominerede Greeley, en avisudgiver i New York. Partiet havde en platform, der opfordrede til at reformere embedsværket og ende genopbygningen i Syden. Det Demokratiske Partis ledere troede, at deres eneste håb om at besejre Grant var at forene sig omkring Greeley, hvorfor det demokratiske konvent i 1872 nominerede den liberal-republikanske kandidat.
På trods af alliancen mellem liberal-republikanerne og demokraterne viste Greeley sig at være en ineffektiv kandidat, og Grant forblev derved meget populær. Grant vandt således genvalg, hvor det lykkes ham at vinde 31 af de 37 delstater – inklusive flere Sydstater, der først igen vil blive vundet af en republikansk kandidat i det 20. århundrede. Grant ville være den sidste sidende præsident til at genvinde en anden periode i træk indtil William McKinleys sejr ved præsidentvalget i 1900. Grants margin på 11,8% med hensyn til vælgerstemmer, var den største margin i perioden mellem 1856 og 1904.
Den 29. november 1872, efter at vælgerstemmerne var blevet optalt, men før valgkollegiet afgav sine stemmer, døde Greeley. Som følge heraf stemte de valgmænd, der tidligere havde indikeret at ville stemme på Greeley, på fire kandidater til præsident og otte kandidater til vicepræsident. Det var det sidste tilfælde indtil præsidentvalget i 1960, hvor mere end én valgmænd stemte på en kandidat, som de ikke havde lovet.
Præsidentvalget i 1872 er også fortsat det eneste tilfælde i amerikansk historie, hvor en stor præsidentkandidat døde under valgprocessen.

## Eksterne links
- Præsidentvalget i 1872 fra Library of Congress
- 1872 vælgerstemmer efter valgdistrikt
- Hvor tæt var valget i 1872? — Michael Sheppard, Massachusetts Institute of Technology
- Valg af 1872 - optælling af vælgerstemmer Arkiveret 7. oktober 2017 hos  Wayback Machine